# Lista odcinków serialu The Carrie Diaries
Pamiętniki Carrie – amerykański serial młodzieżowy. Jest prequelem serialu Seks w wielkim mieście, który bazuje na serii książek pod tym samym tytułem autorstwa Candace Bushnell. Serial miał premierę 14 stycznia 2013 na stacji The CW.

## Lista odcinków
| Seria | Odcinki | Premiera serii | Finał serii |
| ----- | ------- | -------------- | ----------- |
| 1     | 13      | 14.01.2013     | 08.04.2013  |
| 2     | 13      | 25.10.2013     | 17.01.2014  |

## Sezon 1: 2013
| 1 | Pilot                               | Miguel Arteta            | Amy B. Harris               | 14 stycznia 2013 | 3X7301 |
| Ostatnio życie nie było lekkie dla 16-letniej Carrie Bradshaw – jej matka zmarła, jej młodsza siostra Dorrit buntuje się bardziej niż kiedykolwiek a ich ojciec Tom samotnie musi wychowywać dwie nastoletnie córki. Kiedy Carrie zaczyna swój pierwszy dzień trzeciej klasy liceum, nie może oprzeć się wrażeniu, że wszystkie oczy skierowane są na nią, a stosunki z Donną LaDonną nie poprawiają jej sytuacji. Mimo że ma wokół grupę przyjaciół: Mouse, Maggie i Walta, Carrie czuje, że jej życie powinno zmierzać w innym kierunku. Pojawienie się nowego ucznia, Sebastiana Kydda wywiera na Carrie nieco podekscytowania, ale sprawy zaczynają się układać, dopiero gdy akceptuje staż w kancelarii prawniczej na Manhattanie. W mieście, Carrie poznaje Larissę Loughlin, niezależną, imprezową redaktorkę w magazynie „Interview”, która wprowadza ją do świata o którym marzyła. |                                     |                          |                             |                  |        |
| 2 | Lie with Me                         | Alfonso Gomez-Rejon      | Amy B. Harris               | 21 stycznia 2013 | 3X7302 |
| Carrie i Sebastian jako nowa para nie mają szczęścia. Pomiędzy byciem uziemioną a byciem rywalką Donny podstępnie próbującej ich rozdzielić, Carrie martwi się, że Sebastian straci nią zainteresowanie. W desperacji znalezienia trochę czasu dla niego, Carrie musi okłamywać swojego ojca i zrezygnować z planów z jej siostrą Dorrit. Obsesja Maggie na punkcie seksu źle wpływa na jej związek z Waltem. Tymczasem, Larissa chce zrobić sesję zdjęciową z torebką Carrie dla magazynu „Interview”. |                                     |                          |                             |                  |        |
| 3 | Read Before Use                     | Daisy von Scherler Mayer | Terri Minsky                | 28 stycznia 2013 | 3X7303 |
| Po tym jak Tom zabrania Carrie ponownie zobaczyć się z Sebastianem, Carrie przeszukuje dokumenty Toma i odkrywa niepokojące informacje o przeszłości Sebastiana. Carrie postanawia porozmawiać z Sebastianem na temat jej odkrycia i jest zszokowana jego reakcją. Maggie radząc sobie po zerwaniu z Waltem, znajduje pocieszenie u Dorrit. Tymczasem, Larissa zabiera Carrie, Mouse oraz Setha do skandalicznego klubu w Nowym Jorku, wywołując u nich zażenowanie. |                                     |                          |                             |                  |        |
| 4 | Fright Night                        | Jennifer Getzinger       | Henry Alonso Myers          | 4 lutego 2013    | 3X7304 |
| Kiedy Carrie zostaje zaproszona na organizowaną przez Larissę imprezę halloweenową w mieście, decyduje się zaprosić Walta by dotrzymał jej towarzystwa. Niewiele czasu mija a wieczór dla Carrie staje się pokręcony, zostaje zmuszona niańczyć Larrisę, która najwyraźniej zażyła za dużo narkotyków. Gdzie indziej, Maggie przekonuje Mouse’a by poszedł z nią na imprezę halloweenową Sebastiana w barze, by mieć na niego oko. Po nieudanej próbie wymknięcia się z domu przez Dorrit, dziewczyna przekonuje się, że spędzanie czasu z ojcem nie jest takie złe. |                                     |                          |                             |                  |        |
| 5 | Dangerous Territory                 | Norman Buckley           | Amy B. Harris               | 11 lutego 2013   | 3X7305 |
| Gdy przypadkiem Carrie spotyka swojego dawnego przyjaciela George’a Silvera (gościnnie Richard Kohnke), zostaje zaproszona na organizowany przez jego matkę wieczór towarzyski na Manhattanie. Mouse jest podekscytowana powrotem do Setha (gościnnie Kyle Harris), ale obawia się, że jest beznadziejna jeśli chodzi o seks więc prosi Walta o pomoc. Gdzie indziej, Tom gubi obrączkę ślubną, dzięki czemu uświadamia sobie, że Harlan (gościnnie Scott Cohen) może mieć rację co do powrotu do randek. |                                     |                          |                             |                  |        |
| 6 | Endgame                             | David Paymer             | Jessica O’Toole, Amy Rardin | 18 lutego 2013   | 3X7306 |
| Carrie staję na głowie próbując ugotować perfekcyjny obiad na Święto Dziękczynienia dla swojej rodziny oraz swojego nowego chłopaka George’a (gościnnie Richard Kohnke) i jego ojca Harlana (gościnnie Scott Cohen), więc z pomocą nadciąga jej Mouse. Tom jest nieświadomy chaosu dziejącego się w kuchni, podczas gdy Dorrit znajduje nowy sposób na torturowanie Carrie. Maggie jest podekscytowana Świętem Dziękczynienia spędzanym z rodziną Walta, jednak gdy pojawia się temat uczelni zdaje sobie sprawę, że nie myśli za dużo o swojej przyszłości. Gdzie indziej, Sebastian dowiaduje się, że jego matka zdecydowała się lecieć do miasta ze swoim nowym chłopakiem, zostawiając go na pastwę samego siebie w Święto Dziękczynienia. |                                     |                          |                             |                  |        |
| 7 | Caught                              | Nanette Burstein         | Doug Stockstill             | 25 lutego 2013   | 3X7307 |
| Pod wrażeniem sprawnej kreatywności Carrie, Larissa oferuje jej staż w „Interview”, ale Carrie jest rozdarta i zastanawia się czy się zgodzić. Carrie zaprasza George’a (gościnnie Richard Kohnke) na szkolną potańcówkę, ale gdy sugeruje wcześniejsze opuszczenie tańców, George zyskuje błędne pojęcie o jej zamiarach. Dorrit, która jeździła na balet „Dziadek do orzechów” z matką każdego roku, niechętnie zgadza się pójść tam z Tomem, któremu trudno jest wejść w rolę żony. Mouse dostaje z testu B i obwinia o to jej związek z Sethem. Tymczasem Donna LaDonna szantażuje Maggie, aby trzymała Carrie z dala od Sebastiana. |                                     |                          |                             |                  |        |
| 8 | Hush Hush                           | Amy Heckerling           | Marc Halsey                 | 4 marca 2013     | 3X7308 |
| Carrie jest zachwycona, kiedy impreza szkolna daje idealną przykrywkę, aby spędzić noc na Manhattanie z Larissą i jej współpracownikami z „Interview” – aż zaskakujące spotkanie odwraca jej noc do góry nogami. Maggie i Mouse konfrontują się z Sebastianem odnośnie do jego uczuć do Carrie i mówią mu, że lepiej niech zrobi coś wielkiego jeśli chce mieć jakąś szansę na jej odzyskanie. Harlan ostatecznie przekonuje Toma, aby poszedł na podwójną randkę, co ma zaskakujące wyniki. Tymczasem Maggie próbuje znaleźć w sobie odwagę, aby powiedzieć Waltowi o Simonie zanim Donna LaDonna to zrobi. |                                     |                          |                             |                  |        |
| 9 | The Great Unknown                   | Janice Cooke             | Amy B. Harris               | 11 marca 2013    | 3X7309 |
| Kiedy Dorrit znika pod opieką Carrie, Carrie udaje się do Sebastiana - jedynej osoby, która może pomóc jej znaleźć Dorrit. Mouse ściera się z Westem, popularnym sportowcem, który ku jej rozczarowaniu, ukradł jej miejsce numer jeden w klasie. Walt zaskakuje sam siebie, kiedy zwierza się komuś zupełnie nieoczekiwanemu. Tymczasem Tom znajduje się na nieznanym terytorium, kiedy chodzi o kobiety i zwraca się do Larissy po radę. |                                     |                          |                             |                  |        |
| 10 | The Long and Winding Road Not Taken | Michael Fields           | Terri Minsky                | 18 marca 2013    | 3X7310 |
| Podczas swoich siedemnastych urodzin, Carrie jest rozdarta pomiędzy okazją dołączenia do nowojorskich miłośników literatury a spędzeniem trochę czasu ze swoimi przyjaciółmi i Sebastianem. Mouse jest niezwykle wyczerpana, kiedy próbuje zaimponować ludziom z Harvardu i próbuje zająć się Westem (gościnnie RJ Brown), z zabawnymi rezultatami. Walt zaczyna brać odpowiedzialność za swoje poprzednie czyny. Gdzie indziej poszukiwania przez Dorrit idealnego prezentu dla Carrie sprawiają, że znajduje się w nieciekawej sytuacji z romantycznymi możliwościami. |                                     |                          |                             |                  |        |
| 11 | Identity Crisis                     | Jann Turner              | Jessica O’Toole, Amy Rardin | 25 marca 2013    | 3X7311 |
| Carrie dostaje szanse na tymczasową zmianę tożsamości na tak wspaniałą jaką jest Larissa, ale dostaje więcej niż się spodziewała, gdy dopada ją szaleństwo Larissy. Po porywającym dniu na Manhattanie, Walt zmuszony jest zmierzyć się z uczuciami, które desperacko próbuję ukryć. Sebastian i Maggie zgadzają się, by utrzymać sekret przed Carrie. Mouse zabiera stronę z notatnika Donny LaDonny. Tymczasem, Tom decydujący się na lekcje medytacji, znajduje się w zaskakująco napiętej sytuacji z innym uczestnikiem. |                                     |                          |                             |                  |        |
| 12 | A First Time for Everything         | Patrick Norris           | Henry Alonso Myers          | 1 kwietnia 2013  | 3X7312 |
| Kiedy Carrie nieumyślnie komplikuje sprawy z Sebastianem, próbuje wszystko naprawić zabierając go na przyjęcie „The Virgin Tour”. Niestety jej dążenie do spędzenia idealnego wieczoru, jedynie pogarsza sprawy. Pomimo że Mouse dokłada wszelkich starań aby unikać Westa, nie zaprzecza jednak romantycznym iskierkom między nimi. Dorrit zwraca się do Donny Ladonny po radę dotyczącą jej życia miłosnego. Tymczasem na Toma czeka niezręczne spotkanie, gdy spędza noc w nowym miejscu. |                                     |                          |                             |                  |        |
| 13 | Kiss Yesterday Goodbye              | Andy Wolk                | Amy B. Harris               | 8 kwietnia 2013  | 3X7313 |
| Carrie jest szczęśliwa na myśl o balu, ale kiedy ukryte tajemnice zostają wyjawione plany się zmieniają. Dorrit jest zdecydowana na przejście w związku z Millerem na wyższy poziom, ale pewne rzeczy stają jej na drodze. Po raz pierwszy w życiu, Mouse postanawia przeciwstawić się rodzicom i umówić się na bal z kim chce. Tom zaczyna zmagać się ze skradaniem, jednak boi się, że ktoś może się czegoś domyślić. Gdzie indziej, Larissa składa Carrie i Waltowi kuszące oferty. |                                     |                          |                             |                  |        |

## Sezon 2: 2013-2014
| 1          | Win Some, Lose Some    | Andy Wolk                | Amy B. Harris               | 25 października 2013 | 4X5201 |
| brak opisu |                        |                          |                             |                      |        |
| 2          | Express Yourself       | Amy Heckerling           | Jessica O’Toole, Amy Rardin | 1 listopada 2013     | 4X5202 |
| brak opisu |                        |                          |                             |                      |        |
| 3          | Strings Attached       | Daisy von Scherler Mayer | Doug Stockstill             | 8 listopada 2013     | 4X5203 |
| brak opisu |                        |                          |                             |                      |        |
| 4          | Borderline             | Michael Fields           | Heney Alonso Myers          | 15 listopada 2013    | 4X5204 |
| brak opisu |                        |                          |                             |                      |        |
| 5          | Too Close for Comfort  | Zetna Fuentes            | Jessica Queller             | 22 listopada 2013    | 4X5205 |
| brak opisu |                        |                          |                             |                      |        |
| 6          | The Safety Dance       | David Warren             | Sascha Rothchild            | 6 grudnia 2013       | 4X5206 |
| brak opisu |                        |                          |                             |                      |        |
| 7          | I Heard a Rumor        | Norman Buckley           | Amy B. Harris               | 13 grudnia 2013      | 4X5207 |
| brak opisu |                        |                          |                             |                      |        |
| 8          | The Second Time Around | Janice Cooke             | Terri Minsky                | 20 grudnia 2013      | 4X5208 |
| brak opisu |                        |                          |                             |                      |        |
| 9          | Under Pressure         | Andy Wolk                | Logan Slakter               | 3 stycznia 2014      | 4X5209 |
| brak opisu |                        |                          |                             |                      |        |
| 10         | Date Expectations      | Amy Heckerling           | Jessica O’Toole, Amy Rardin | 10 stycznia 2014     | 4X5210 |
| brak opisu |                        |                          |                             |                      |        |
| 11         | Hungry Like the Wolf   | Sarah Price              | Henry Alonso Myers          | 17 stycznia 2014     | 4X5211 |
| brak opisu |                        |                          |                             |                      |        |
| 12         | This Is the Time       | ---                      | ---                         | 24 stycznia 2014     | 4X5212 |
| brak opisu |                        |                          |                             |                      |        |
| 13         | Run to You             | ---                      | ---                         | 31 stycznia 2014     | 4X5213 |
| brak opisu |                        |                          |                             |                      |        |